# Cornfields
Cornfields è un capitolo (chapter) della Riserva Navajo e census-designated place (CDP) della contea di Apache, Arizona, Stati Uniti. La popolazione era di 255 abitanti al censimento del 2010.
Cornfields fa parte dell'agenzia di Fort Defiance, del Bureau of Indian Affairs; Ganado, AZ è la sede del delegato per il distretto che comprende le comunità di Jeddito, Cornfields, Ganado, Kinlichee, Steamboat al Consiglio della Riserva Navajo.

## Geografia fisica
Secondo lo United States Census Bureau, il CDP ha un'area totale di 0,39 mi² (1,01 km²), tutte occupate da terre.
Si trova circa 10 miglia (16 km) a sud-ovest di Burnside.

## Società

### Evoluzione demografica
Secondo il censimento del 2010, la popolazione era di 255 abitanti.

### Etnie e minoranze straniere
Secondo il censimento del 2010, la composizione etnica della città era formata dallo 0,4% di bianchi, lo 0,4% di afroamericani, il 97,6% di nativi americani, lo 0,0% di asiatici, lo 0,0% di oceanici, lo 0,0% di altre razze, e l'1,6% di due o più etnie. Ispanici o latinos di qualunque razza erano lo 0,4% della popolazione.